# (8932) Nagatomo
(8932) Nagatomo est un astéroïde de la ceinture principale.

## Description
(8932) Nagatomo est un astéroïde de la ceinture principale. Il fut découvert le 6 janvier 1997 à Ōizumi par Takao Kobayashi. Il présente une orbite caractérisée par un demi-grand axe de 2,93 UA, une excentricité de 0,06 et une inclinaison de 1,3° par rapport à l'écliptique.

## Compléments